# Maria Edgeworth
Maria Edgeworth (Black Bourton, 1 de janeiro de 1768 — Edgeworthstown, 22 de maio de 1849) foi uma prolífica escritora anglo-irlandesa de literatura infantil e para adultos. Ela foi uma dos primeiros escritores realistas em literatura infantil e foi uma figura importante na evolução do romance na Europa. Edgeworth teve visões avançadas, para uma mulher no seu tempo, na gestão de imóveis, política e educação, e se correspondeu com alguns dos principais escritores literários e econômicos, incluindo Sir Walter Scott e David Ricardo.

## Biografia

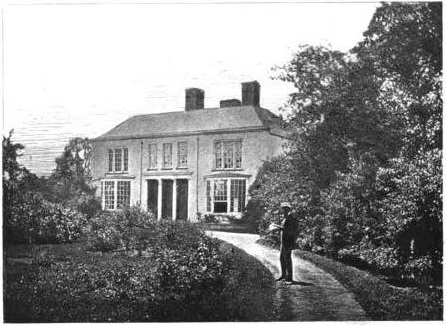
Casa Edgeworthstown, Irlanda

### Primeiros anos
Maria Edgeworth nasceu em Black Bourton, Oxfordshire. Ela era o segundo filho de Richard Lovell Edgeworth (que, eventualmente, foi pai de 22 filhos, quatro mulheres) e Anna Maria Edgeworth (née Elers); Maria foi, assim, uma tia de Francis Ysidro Edgeworth. Ela passou seus primeiros anos com a família de sua mãe na Inglaterra, até a desta quando Maria tinha cinco anos. Quando seu pai se casou com sua segunda esposa, Honora Sneyd, em 1773, ela foi com ele para sua propriedade, Edgeworthstown, em County Longford, Irlanda.
Maria foi enviada para a escola da Sra Lattafière em Derby após Honora adoecer em 1775. Depois que Honora morreu em 1780 o pai de Maria casou-se com a irmã de Honora, Elizabeth (então socialmente reprovado e legalmente proibido de 1833 até Deceased Wife's Sister's Marriage Act de 1907) Maria foi transferida para escola de Mrs. Devis em Londres. A atenção do seu pai ficou totalmente focada nela em 1781, quando ela quase perdeu a visão de uma infecção ocular. Voltando para casa com a idade de 14 anos, ela assumiu a liderança de seus muitos irmãos mais novos e foi a tutora da casa em economia irlandesa e política, ciência e literatura, ensinada pelo seu pai. Ela também começou suas correspondências com homens letrados, principalmente membros da Sociedade Lunar.
Edgworth tornou-se assistente de seu pai na gestão da propriedade Edgeworthstown, que se tinha tornado degradada durante a ausência da família,entre 1777-1782; ela iria viver e escrever lá para o resto de sua vida. Com seu vínculo reforçado, Maria e seu pai começou uma colaboração acadêmica ao longo da vida, "de que ela era a mente mais capaz e ágil." Estavam presentes em Edgeworthstown além da família, os funcionários e lojistas. Ela observou e registrou os detalhes da vida irlandesa diária, depois aproveitando esta experiência para seus romances sobre o irlandês. Ela também se relacionou com a nobreza anglo-irlandês, particularmente Kitty Pakenham (mais tarde a esposa de Arthur Wellesley, 1o duque de Wellington), Lady Moira, e sua tia Margaret Ruxton de Castelo Negro. Margaret lhe fornecia os romances de Anne Radcliffe e William Godwin e encorajou-a na sua escrita.

### Viagens
Em 1798, Richard casou com Frances Beaufort, filha de Daniel Augusto Beaufort, que instigou a ideia de viajar para a Inglaterra e o continente europeu. Frances, um ano mais nova do que Maria, tornou-se seu confidente ao longo da vida. A família viajou a Londres em 1800.
Em 1802, os Edgeworths percorreram as terras inglesas. Eles, em seguida, viajaram apara o continente, primeiro a Bruxelas e, em seguida, ao Consulado da França (durante a Paz de Amiens, uma breve pausa nas Guerras Napoleônicas). Eles conheceram pessoas notáveis, e Maria recebeu uma proposta de casamento de um cortesão sueco, Conde Edelcrantz. Sua carta sobre o assunto parece muito legal, mas sua madrasta assegura-nos em Life and Letters de Augustus Hare que Maria o amava muito e não superou o caso rapidamente. Eles voltaram para a Irlanda em 1803, na véspera da retomada das guerras e Maria regressou à escrita.Tales of Fashionable Life, The Absentee e Ormond  são romances da vida irlandesa. Edgeworth foi uma autora extremamente popular que foi comparada com escritores contemporâneos, Jane Austen e Sir Walter Scott. Inicialmente, ela ganhou mais do que eles, e usou sua renda para ajudar seus irmãos.
Em uma visita a Londres em 1813, onde foi recebida como um leão literário, Maria conheceu Lord Byron (a quem ela não gostava) e Humphry Davy. Ela entrou em uma longa correspondência com o ultra-conservador Sir Walter Scott após a publicação de Waverley em 1814, no qual ele agradeceu a sua influência, e eles formaram uma amizade duradoura. Marie o visitou na Escócia, em Abbotsford House, em 1823, onde ele a levou em uma excursão da área. No ano seguinte, Sir Walter visitou Edgeworthstown. Ao passar pela aldeia, um visitante escreveu: "Nós encontramos nem choupanas de barro, nem camponeses nus, mas casas de campo confortáveis e pessoas sorrindo." Uma visão oposta foi fornecida por outro visitante que afirmou que os moradores de Edgeworthstown trataram Edgeworth com desprezo, recusando-se até a fingir delicadeza.

### Últimos anos

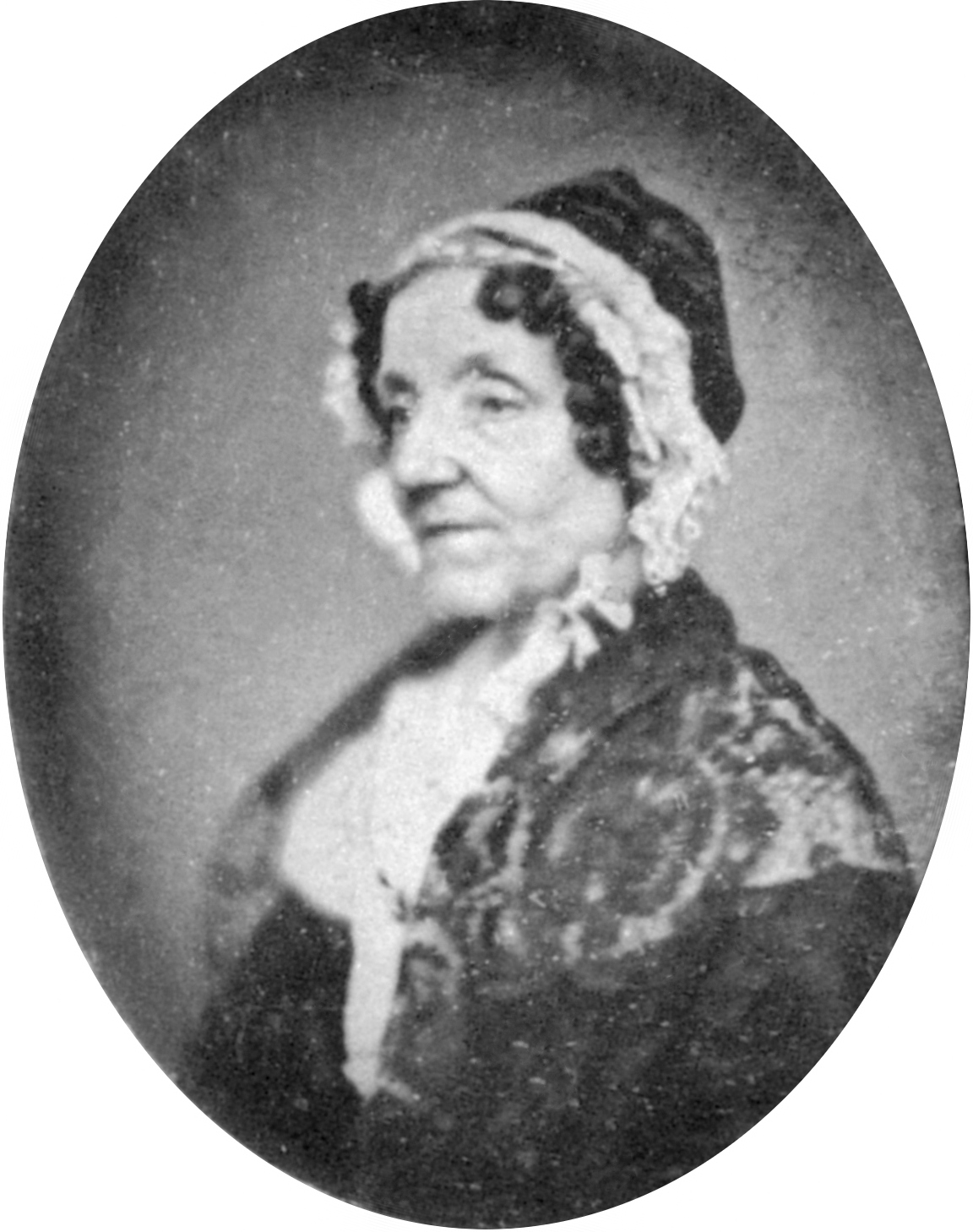
Maria Edgeworth, c. 1841

Richard Edgeworth foi relativamente justo e tolerante nas suas relações com seus inquilinos e esteve ativamente envolvido na gestão da propriedade. Depois de debater a questão com o economista David Ricardo, Maria chegou a acreditar que uma melhor gestão e uma maior aplicação da ciência à agricultura iria aumentar a produção de alimentos e preços mais baixos. Richard e Maria também foram a favor da Emancipação Católica, emancipação para os católicos, sem restrições de propriedade (embora ele admitiu que era contra o seu interesse), a reforma agrícola e aumento das oportunidades educacionais para as mulheres. Ela particularmente trabalhou duro para melhorar os padrões de vida dos pobres em Edgeworthstown. Na tentativa de melhorar as condições na aldeia, ela forneceu escolas para as crianças locais de todas as denominações.
Após a morte de seu pai em 1817, Maria editou suas memórias, e estendeu-os com seus comentários biográficos. Ela trabalhou para ajudar os camponeses irlandeses atingidos pela fome durante a fome irlandesa da batata. Ela escreveu Orlandino para o  benefício do Fundo de Descompressão. Maria escreveu cartas ao Comitê de Socorro da Quaker, para fornecer um relato vívido da situação desesperada dos inquilinos em Edgeworthstown, as condições extremas em que viviam, e a luta para obter o qualquer ajuda e assistência que podia para aliviar seu sofrimento. Através de seus esforços, ela recebeu presentes para os pobres da América.
Durante a fome irlandesa, Edgeworth insistiu que somente os seus inquilinos que tinham pago o aluguel na íntegra receberiam benefícios. Edgeworth também puniu os seus inquilinos que votaram contra suas preferências Tory.
Com a eleição de William Rowan Hamilton como presidente da Academia Real Irlandesa, Maria tornou-se uma fonte dominante de conselho para Hamilton, em particular sobre a questão da literatura na Irlanda. Ela sugeriu que as mulheres deveriam ser autorizadas a participar em eventos realizados pela Academia. Por sua orientação e ajuda, Hamilton fez Edgeworth um membro honorário da Academia Real Irlandesa em 1837, seguindo os passos de Louisa Beaufort, um ex-membro da academia e parente dela.
Depois de uma visita para ver seus parentes em Trim, Maria, agora na casa dos oitenta, começou a sentir dores no coração e morreu repentinamente de um ataque cardíaco em Edgeworthstown em 22 de maio de 1849.